# Chamesey
Chamesey – miejscowość i gmina we Francji, w regionie Burgundia-Franche-Comté, w departamencie Doubs.
Według danych na rok 1990 gminę zamieszkiwało 105 osób, a gęstość zaludnienia wynosiła 16 osób/km² (wśród 1786 gmin Franche-Comté Chamesey plasuje się na 638. miejscu pod względem liczby ludności, natomiast pod względem powierzchni na miejscu 676.).